# فالويا يا سوفلا
فالويا يا سوفلا (بالفارسية: ولویه سفلی) هي منطقة سكنية تقع في إيران في مازندران. يقدر عدد سكانها بـ 110 نسمة بحسب إحصاء 2016.